# تونی برمن (بازیکن فوتبال)
تونی برمن (انگلیسی: Tony Burman؛ زادهٔ ۳ ژوئن ۱۹۵۸) بازیکن فوتبال اهل بریتانیا است.
از باشگاه‌هایی که در آن بازی کرده‌است می‌توان به باشگاه فوتبال بروملی، باشگاه فوتبال چارلتون اتلتیک، باشگاه فوتبال اریث و بلودر، و باشگاه فوتبال دارتفورد اشاره کرد.